# Hvor ligger Painful City?
Hvor ligger Painful City? er en dansk børnefilm fra 1993, der er instrueret af Lasse Spang Olsen efter manuskript af ham selv og Martin Spang Olsen.

## Handling
I bibliotekets læsesal ånder alt fred og traditionel ro. Indtil en glad ung mand kommer ind. Han har haft en stor oplevelse i biografen. Og hans mange indtryk fra en - langt fra ikke voldelig - westernfilm bliver særdeles levende refereret og gengivet til mindste hårdtslående detalje for en ufrivilligt medvirkende biblioteksgæst.